# Tramwaje w Cherbourgu
Tramwaje w Cherbourgu − zlikwidowany system komunikacji tramwajowej we francuskim mieście Cherbourg, działający w latach 1897−1944.

## Historia
Początkowo w Cherbourgu planowano budowę tramwajów konnych, lecz nigdy nie doszło do zrealizowania tych planów. W październiku 1896 przyznano spółce Compagnie des Tramways de Cherbourg zgodę na budowę linii tramwaju parowego. Otwarcie systemu nastąpiło 22 maja 1897. Początkowo posiadano lokomotywy parowe typu Winterthur, później do miasta przybyły lokomotywy typu Serpollet. Pod koniec 1901 w mieście były:
- 2 lokomotywy Winterthur
- 7 lokomotyw Serpollet
- 8 wagonów 54 miejscowych
- 3 wagony 46 miejscowe
- 4 wagony 44 miejscowe

Długość linii wynosiła 11 km. W 1910 zelektryfikowano miejski odcinek sieci o długości 5,5 km. Do obsługi zelektryfikowanego odcinka zakupiono 15 wagonów silnikowych typu Decauville. W 1914 został wstrzymany ruch na podmiejskiej części linii, która była obsługiwana przez tramwaje parowe. W 1919 rozpoczęto elektryfikację podmiejskiej części linii, którą zakończono w lipcu 1920. W tym czasie zbudowano linie do Urville i Querqueville wówczas sieć tramwajowa osiągnęła długość 16,5 km. 6 czerwca 1944 wstrzymano ruch tramwajów po zniszczeniu zajezdni i taboru.